# Державний кордон Малаві

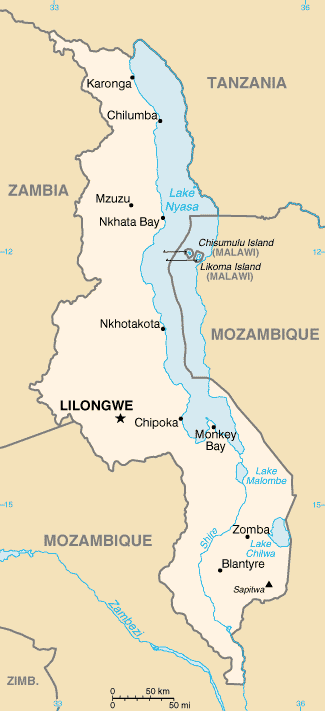
Карта Малаві

Державний кордон Малаві — державний кордон, лінія на поверхні Землі та вертикальна поверхня, що проходить по цій лінії, що визначають межі державного суверенітету Малаві над власними територією, водами, природними ресурсами в них і повітряним простором над ними.

## Сухопутний кордон
Загальна довжина кордону — 2857 км. Малаві межує з 3 державами. Уся територія країни суцільна, окрім групи островів (Чизумулу та Лікома) на озері Ньяса, що є ексклавами держави у територіальних водах Мозамбіку.
Ділянки державного кордону
| Держава  | Ділянка                        | Довжина (км) | Прикордонні регіони | Примітки |
| -------- | ------------------------------ | ------------ | ------------------- | -------- |
| Мозамбік | північний схід                 | 1498         |                     |          |
| Танзанія | південь, схід, південний захід | 512          |                     |          |
| Замбія   | захід                          | 847          |                     |          |

Країна не має виходу до вод Світового океану.